# Pushan
Pushan (sanskrit : पूषन) est le nom d'une divinité védique. Il est censé apporter la fertilité des cultures. C'est l'un des 12 Ādityas.

## Étymologie et origine
Traditionnellement, le nom de la divinité est dérivée du verbe sanscrit pūṣyati, « engendrer la prospérité ». Ainsi, son nom signifierait « celui qui pousse les gens à prospérer ».
En 1924, Herman Collitz a suggéré que son nom dérivait d'une racine indo-européenne commune *Péh₂usōn ayant donné également le nom de Pan et de Faunus. Il est probablement originellement un ancien dieu lune indo-européen. Comme l'indique le Rig-Veda, il est l'époux de Sūryā, fille du Soleil, et amant de sa sœur, l'Aurore.
Son qualificatif vímuco napāt « ô rejeton du détellement ! » est un parallèle du nom d'Hippolyte (fils de Thésée) qui est l'hypostase d'un syntagme « à l'heure où l'on dételle les chevaux », une désignation de la Lune.
Le dieu Lune est lié au pastoralisme non seulement par la pratique du pâturage nocture, mais aussi en raison des liens privilégiés entre la lune et les bêtes à corne. Dans la conception ancienne, la lune est une forme froide du feu. La lune, feu du ciel nocture, comme le soleil est le feu du ciel diurne, partage avec le feu la capacité de « briller dans la nuit ». Jacqueline Duchemin a également souligné le lien qui existe entre Pushan,  Pan et Hermès : « Dieu de la fécondité, Il (Pushan) joint, comme le dieu Hermès à ce caractère évidemment ancien, celui de guide bienfaisant des voyageurs et de conducteur des morts dans l'autre monde »
C'est d'abord en protégeant la marche des troupeaux et de leurs bergers que Pushan est devenu le patron et la sauvegarde des voyageurs,. Comme Hermès, Pushan sera déprécié quand sa fonction pastorale cessera d'être exercée par les nobles. Il est le seul dieu que les textes, depuis Brihadaranyaka Upanishad associent à la caste des shudras en raison de ses liens avec les troupeaux.

## Védas
Dans les Védas, Pushan est le dieu de la réunion. Pushan est responsable pour les mariages, les voyages, les routes et l'alimentation du bétail. Il est un dieu psychopompe qui mène les âmes vers l'Autre monde. Il protège les voyageurs des bandits et des bêtes sauvages. Il est un guide de soutien, un dieu « bon », conduisant ses fidèles vers les riches pâturages et la richesse. Il porte une lance d'or.